# Zosterisessor ophiocephalus
Zosterisessor ophiocephalus es una especie de peces de la familia de los Gobiidae en el orden de los Perciformes.

## Morfología
Los machos pueden llegar a alcanzar los 25 cm de longitud total.

## Hábitat
Es un pez de clima subtropical y demersal.

## Distribución geográfica
Se encuentra en el Mar Mediterráneo el Mar Negro y el Mar de Azov .

## Observaciones
Es inofensivo para los humanos.